# هيرفي بوسارد
هيرفي بوسارد (بالفرنسية: Hervé Boussard)‏ كان دراج فرنسي. سبق أن شارك في دورة الألعاب الأولمبية الصيفية وفاز بميدالية أولمبية.

## الميداليات
| الميدالية | المسابقة                       |
| --------- | ------------------------------ |
| برونزية   | الألعاب الأولمبية الصيفية 1992 |

## روابط خارجية
- هيرفي بوسارد على موقع أرشيف الدراجات (الإنجليزية)
- هيرفي بوسارد على موقع إحصائيات الدراجات الإحترافية (الإنجليزية)
- هيرفي بوسارد على موقع CycleBase (الإنجليزية)
- هيرفي بوسارد على موقع أوليمبيديا (الإنجليزية)